# RK 95 TP
Le RK 95 TP (du finnois rynnäkkökivääri 95 taittoperä, ou « fusil d'assaut modèle 95 à crosse pliante »), officiellement désigné 7,62 RK 95 TP et commercialement connu sous le nom de M95, est un fusil d’assaut finlandais de 7,62 × 39 mm, adopté en nombre relativement faible par les forces armées finlandaises dans les années 1990. Le RK 95 TP comportait à l’origine de nombreuses améliorations, notamment un sélecteur de tir et un dispositif de cache-flammes qui permettait le tir de grenades à fusil, la fixation d’un silencieux ou d’une baïonnette.
Le fusil n’est utilisé que par la Finlande.

## Historique
Le fusil a été développé à la fin des années 1980 en réponse à une exigence de remplacement du fusil de service RK 62 de 7,62 mm. Entre 1988 et 1990, la société SAKO a développé le prototype M90, qui était une variante considérablement améliorée du RK 62. Les modifications apportées à la conception originale comprenaient le sélecteur de tir et de sécurité, dont le levier était transféré sur le côté gauche du boîtier du récepteur, la poignée d’armement découpée dans l’ensemble porte-culasse était recouverte d’une bande de métal.
La poignée d’armement elle-même a été placée à un angle ascendant (améliorant la vitesse de rechargement par les gauchers), l’ensemble de visée arrière a été installé sur une tangente coulissante avec des réglages de portée de 150 et 300 m et le fusil a été équipé d’une crosse tubulaire pliante avec un loquet calqué sur la solution de verrouillage utilisée dans le fusil SIG SG-540. Le M90 était également équipé d’un dispositif de cache-flammes multifonction et d’une vanne de gaz manuelle, permettant l’utilisation de grenades à fusil.
Certaines publicités publiées en Finlande dans les années 1990 suggéraient que SAKO allait produire le M90 en calibre 5,56 × 45 mm OTAN. Cependant, ce type n’a jamais été produit.
Deux prototypes développés par SAKO, connus sous le nom de RK 92, ont été livrés aux forces armées finlandaises pour des essais de combat.
Après avoir subi d’autres tests et mis en œuvre plusieurs changements (parmi eux, le mécanisme de sélection de tir a été ramené à la configuration familière du RK 62), le fusil a été mis en service dans l’armée finlandaise sous le nom de 7.62 RK 95 TP. Les livraisons aux forces armées finlandaises ont commencé en 1995 et se sont terminées en 1997, avec d’autres commandes cessant en 1998,. Le premier RK 95 portant le numéro de série 960 001 a été offert par des représentants de SAKO au Musée de la Guerre d'Helsinki, où il est exposé.
Avant l’adoption du RK 95, plusieurs armes chinoises et est-allemandes basées sur l’AK-47 ont été achetés par la Finlande pour armer facilement les soldats finlandais mobilisés dans les années 1990.
En 2015, le RK 95 est complété par le FN SCAR-L, qui est utilisé par les unités des forces spéciales finlandaises.

## Conception

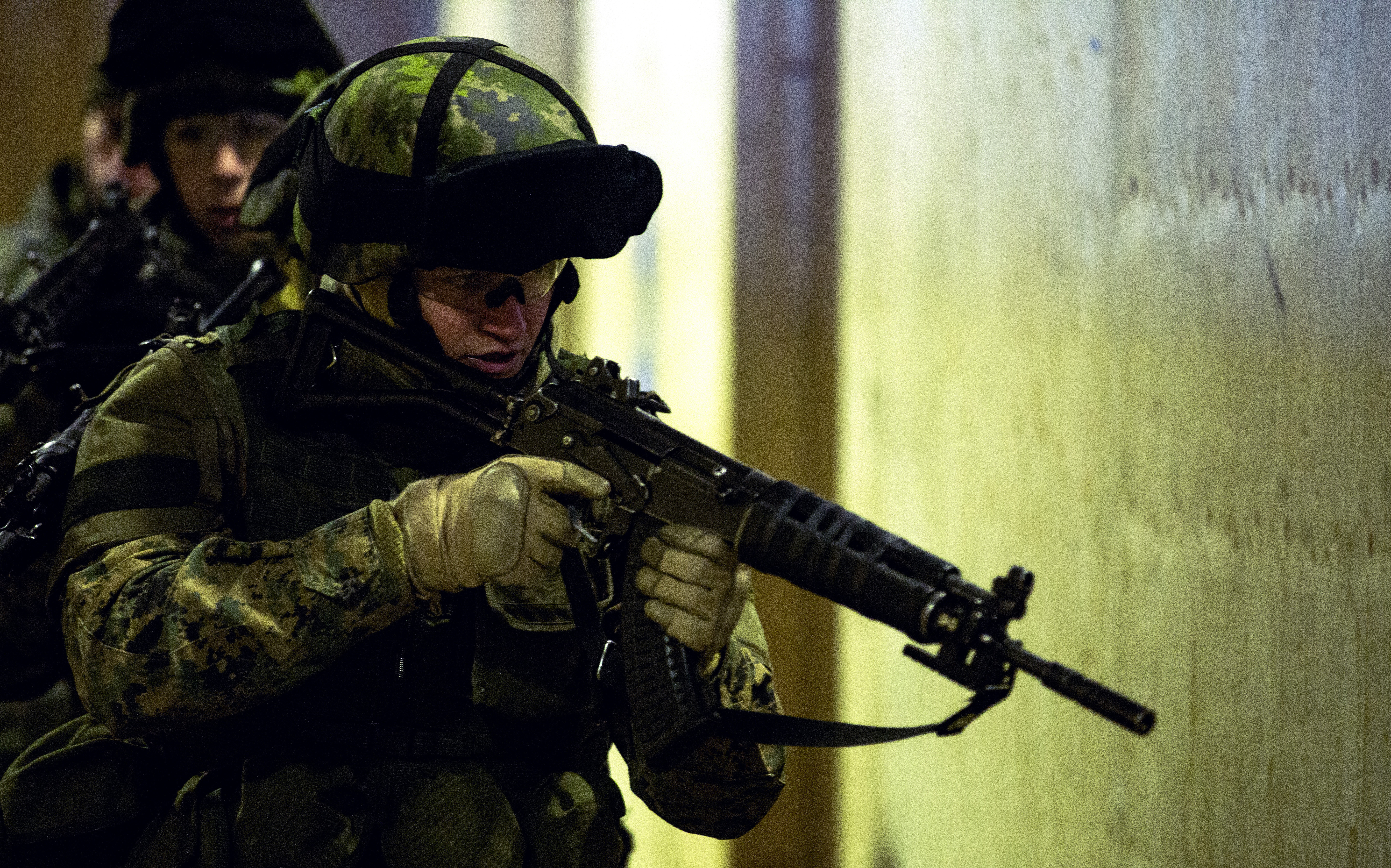
US Marines avec fusils d’assaut RK 95 TP dans les exercices des États-Unis et de la Finlande « Force de rotation de la mer Noire » en 2014.

### Mécanisme de fonctionnement
Le RK 95 TP est une arme à feu à emprunt de gaz, à tir sélectif, utilisant le système Kalachnikov avec une tige de piston à gaz à longue course couplée au porte-culasse comme dans le fusil AK. La culasse rotative se verrouille dans la batterie via deux pattes de verrouillage.

### Fonctionnalités
L’extracteur à ressort de l’arme est installé à l’intérieur de la tête de culasse et enfermé dans l’une des pattes de verrouillage tandis que l’éjecteur est une saillie fixe du rail de guidage interne du porte-culasse. L’arme à feu utilise un mécanisme de tir de type marteau et un groupe de détentes qui permet les modes de tir semi-automatique et entièrement automatique. Le sélecteur de tir, qui est également la bascule de sécurité manuelle, peut occuper l’une des trois positions suivantes : le réglage supérieur « sûreté » (la détente et le support de culasse sont tous deux désactivés mécaniquement), le réglage du milieu (marqué de trois symboles de point) produit un tir continu et le réglage inférieur (point unique) active un sectionneur pour le mode de tir au coup par coup.
Le canon de l’arme a un cache-flammes polyvalent, qui joue le rôle d’un frein de bouche, d’un suppresseur de flash et d’une base de montage pour lancer des grenades à fusil. Le bloc des gaz comprend un régulateur de gaz réglable manuellement, qui isole et déconnecte le système de gaz en position fermée, et un tenon à sa base, utilisée pour fixer une baïonnette à lame (c’est-à-dire une baïonnette de type KCB).
Le RK 95 TP est doté d’une crosse à épauler tubulaire, en métal recouverte de matière plastique, qui se replie sur le côté droit et dispose d’un compartiment interne utilisé pour ranger une tige de nettoyage. Le garde-main avant et la poignée-pistolet sont tous deux fabriqués dans un matériau synthétique léger.
Pour l’entretien, les composants suivants peuvent être démontés sur le terrain : le récepteur et le canon, le support de culasse, la culasse, le mécanisme de retour, le tube à gaz, le couvercle du récepteur et le chargeur.

### Alimentation
Le RK 95 TP est chambré pour la cartouche intermédiaire de 7,62 × 39 mm M43, en raison de sa fiabilité dans des conditions météorologiques froides et un terrain difficile. Le fusil s’alimente à partir de chargeurs incurvés en polymère résistant aux chocs (poids à vide : 0,16 kg), avec une capacité de 30 cartouches à double empilement. Ces magasins sont interchangeables avec les magasins standard des AK-47/AKM.

### Organes de visée
Le fusil est livré avec des viseurs en fer réglables, composés d’un guidon avant et d’une hausse arrière à double ouverture en forme de L, avec des réglages pour tirer à des distances de 150 et 300 m. Le viseur avant, corrigé pour le vent de travers et l’élévation, est monté dans un poteau semi-enveloppé sur le dessus du bloc de gaz, et le viseur arrière est monté sur le couvercle supérieur du récepteur.
Pour fonctionner dans des conditions d’éclairage de faible niveau, le fusil utilise des flacons de gaz tritium auto-lumineux tamisés, installés dans un poteau pliant séparé fixé à la base du viseur avant et déployés manuellement, et dans l’ensemble du viseur arrière dans un viseur à encoche fixe, exposé en faisant pivoter le bras de visée arrière de 180° vers l’avant autour de son axe de pivot.
De plus, le fusil peut être adapté pour utiliser divers viseurs optiques (c’est-à-dire le Trijicon ACOG ou des équipements de vision nocturne tels que le viseur de nuit passif Patria VV 2000), grâce à l’utilisation d’un rail latéral monté sur le récepteur,. Un élévateur de joue détachable est utilisé lors de l’utilisation de l’optique.

### Accessoires
Le fusil peut être utilisé avec un bipied monté sur le canon ou un lance-grenades de 40 mm sous le canon. Un bloc de gaz à balustrade a également été développé pour l’arme et est utilisé pour monter des accessoires tactiques. Il peut également utiliser un suppresseur de son.

## Variantes

### M92S
Une variante semi-automatique civile de calibre 7,62 mm a été fabriquée et commercialisée sous le nom de M92S. Elle a été commercialisée auprès des civils, ainsi que pour la vente aux forces de l’ordre. On peut la distinguer du RK 95 TP par l’absence d’un axe de séparation automatique.

### M95S
La M95S est une variante semi-automatique de la RK 95 TP.

### M95 (5,56 mm OTAN)
Une variante d’exportation du fusil a également été produite, modifiée pour utiliser la cartouche de 5,56 × 45 mm OTAN avec la balle SS109. Elle est alimentée par des chargeurs en plastique incurvés de 30 cartouches. Le canon a quatre rainures droites avec un taux de torsion de 185 mm et une vitesse initiale de 920 m/s en utilisant des munitions standard.
Un petit nombre de cette variante a été fabriqué afin de les montrer aux clients des contrats potentiels qui nécessitent l’achat du RK 95 TP en calibre 5,56 mm OTAN dans les salons professionnels et les conventions d’armement.